# USS Skate (SSN-578)
Pour les autres navires du même nom, voir USS Skate.
L’USS Skate (SSN-578), second sous-marin de l'US Navy nommé d'après la désignation anglophone de la famille Rajidae (raie), fut le premier sous-marin nucléaire d'attaque de la classe Skate. Troisième sous-marin à propulsion nucléaire commissionné par l’US Navy après le USS Nautilus (SSN-571) et le USS Seawolf (SSN-575), il est en service actif entre 1957 et 1986. Il est notable comme le premier bâtiment à avoir traversé l'océan Atlantique entièrement submergé et le deuxième sous-marin à atteindre le pôle Nord, faisant pour la première fois surface à cet endroit.

## Histoire

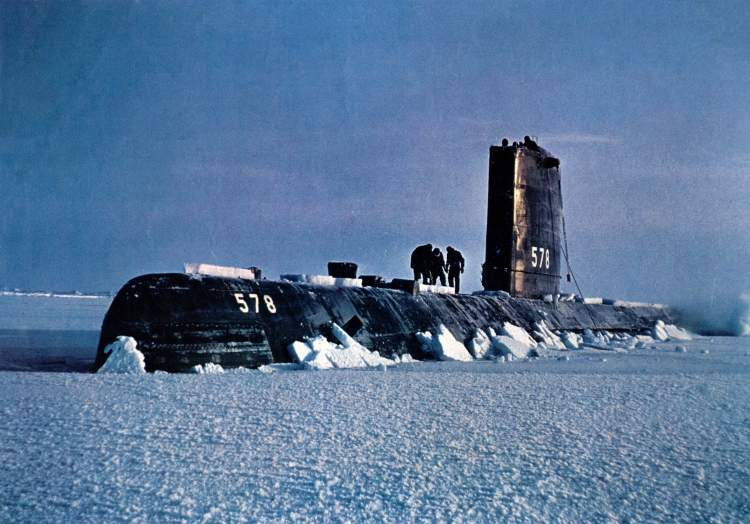
Le Skate faisant surface au pôle Nord

Le 17 août 1958, il effectue une circumnavigation en moins de 50 min, en naviguant circulairement avec un rayon d'environ 3 km autour du pôle Nord. La distance totale parcourue est alors de 19 km,.
Le 17 mars 1959, il fait surface au pôle Nord et une cérémonie est organisée en mémoire de l'explorateur Hubert Wilkins, célèbre notamment pour avoir mené l'expédition arctique du Nautilus, et ses cendres y sont dispersées.

## Fin et destruction
L'USS Skate fut déclassé le 12 septembre 1986, radié des registres des navires de la Marine le 30 octobre 1986, et démantelé en suivant le Ship-Submarine Recycling Program (en) au chantier naval Puget Sound Naval Shipyard, le 6 mars 1995.